# منطقه لارستان
لارستان، منطقه‌ای در جنوب مرکزی ایران است که جنوب استان فارس، غرب تا مرکز استان هرمزگان و شرق استان بوشهر را در بر می‌گیرد. این منطقه در رشته کوه‌های زاگرس چین‌خورده واقع شده و جنوب آن توسط آب‌های خلیج فارس فراگرفته شده است.

## قوم اچمی
آچومی/آچامی (فارسی: اَچُمِنیان ، عربی خلیجی: اتْشُم/اتْشَم ، پارسی میانه : 𐭠𐭰𐭬𐭩𐭠 )،  که با نام مستعار خود  و همچنین با نام های لاری (فارسی: لاری‌ها )،  لارستانی ها (فارسی: ‌لآرِستَانِی‌ها )،  یا گرمسیری‌ها،  از جمله اقوام ایرانی هستند.که عمدتاً در جنوب ایران در منطقه ای که تاریخاً به نام ایراهستان ( منطقه لارستان کنونی ) شناخته می شود،  ساکن بودند، برخی از آنها به شیراز،  و کشورهای عربی خلیج فارس مهاجرت کردند .  آنها به زبان آچومی صحبت می کنند که هشت گویش آن تا کنون ثبت شده است و در مقابل فارسی جدید ( دری ، تاجیکی و ایرانی ) قابل فهم نیست .  آنها عمدتاً مسلمانان سنی هستند ،  با اقلیت شیعه . 

## زبان لارستانی
زبان اصلی که در لارستان به آن صحبت می‌شود لارستانی است که به نام‌های اَچُمی، لاری و خودمونی نیز شناخته می‌شود. این زبان یکی از زبان‌های ایرانی جنوب غربی و از نسل زبان پارسی میانه است. این زبان دارای گویش‌های مختلفی مانند لاری، بیخی، بستکی، خنجی، اوزی، بیدشهری و گراشی است.